# Australia Open 1995 (Badminton)
Die Australian Open 1995 im Badminton fanden Anfang September 1995 in Noosa Heads statt und waren gleichzeitig auch die nationalen Titelkämpfe Australiens.

## Sieger und Platzierte
| Disziplin    | Gold                          | Silber                       | Bronze                        |
| ------------ | ----------------------------- | ---------------------------- | ----------------------------- |
| Herreneinzel | Shen Yifeng                   | David Humble                 | Craig Booley                  |
| Herreneinzel | Shen Yifeng                   | David Humble                 | Tam Kai Chuen                 |
| Dameneinzel  | Song Yang                     | Lisa Campbell                | Rhona Robertson               |
| Dameneinzel  | Song Yang                     | Lisa Campbell                | Michelle O’Neill              |
| Herrendoppel | Peter Blackburn Paul Staight  | Chan Siu Kwong He Tim        | Dean Galt Glenn Stewart       |
| Herrendoppel | Peter Blackburn Paul Staight  | Chan Siu Kwong He Tim        | Murray Hocking Mark Nichols   |
| Damendoppel  | Tammy Jenkins Rhona Robertson | Rhonda Cator Amanda Hardy    | Louisa Koon Wai Chee Ng Ching |
| Damendoppel  | Tammy Jenkins Rhona Robertson | Rhonda Cator Amanda Hardy    | Nicole Harwood Kellie Lucas   |
| Mixed        | Chan Oi Ni He Tim             | Chan Siu Kwong Tung Chau Man | Dean Galt Tammy Jenkins       |
| Mixed        | Chan Oi Ni He Tim             | Chan Siu Kwong Tung Chau Man | Peter Blackburn Rhonda Cator  |